# Книга пророка Натана
Книга пророка Натана — втрачене писання, авторство якого приписується пророку Натану. Вона згадується в Біблії у двох останніх віршах 1 Кн. Хронік 29:29, де говориться:
| А діла царя Давида, перші й останні, ось вони описані в історії провидця Самуїла, і в історії пророка Натана, і в історії прозорливця Ґада, разом з усім царством його, і лицарськістю його та часами, що перейшли над ним і над Ізраїлем, та над усіма царствами тих країв. |
Вона згадується теж у II Книзі Хронік 9:29:
| А решта Соломонових діл, перших та останніх, ото вони описані в історії пророка Натана, і в пророцтві шілонянина Ахійї, і в видіннях прозорливця Єді на Єровоама, Неватового сина. |
Ці писання Натана і Ґада могли бути включені в Біблії у 1 та 2 книгах Самуїла. Ця книга відрізняється від Історії Пророка Натана, яка може бути ідентичним манускриптом.